# 歐文島
歐文島（英語：Irving Island），是南極洲的島嶼，位於巴克羅夫特群島東北端，屬於比斯科群島的一部分，根據英國探險隊拍攝的空中照片繪入地圖，現時由南極條約體系管理。